# キバラマーモット
キバラマーモット（Marmota flaviventris）は、哺乳綱ネズミ目（齧歯目）リス科マーモット属に属するマーモットの1種。

## 分布
ロッキー山脈とシエラネバダ山脈を含む、アメリカ合衆国西部、カナダ南西部。

## 形態

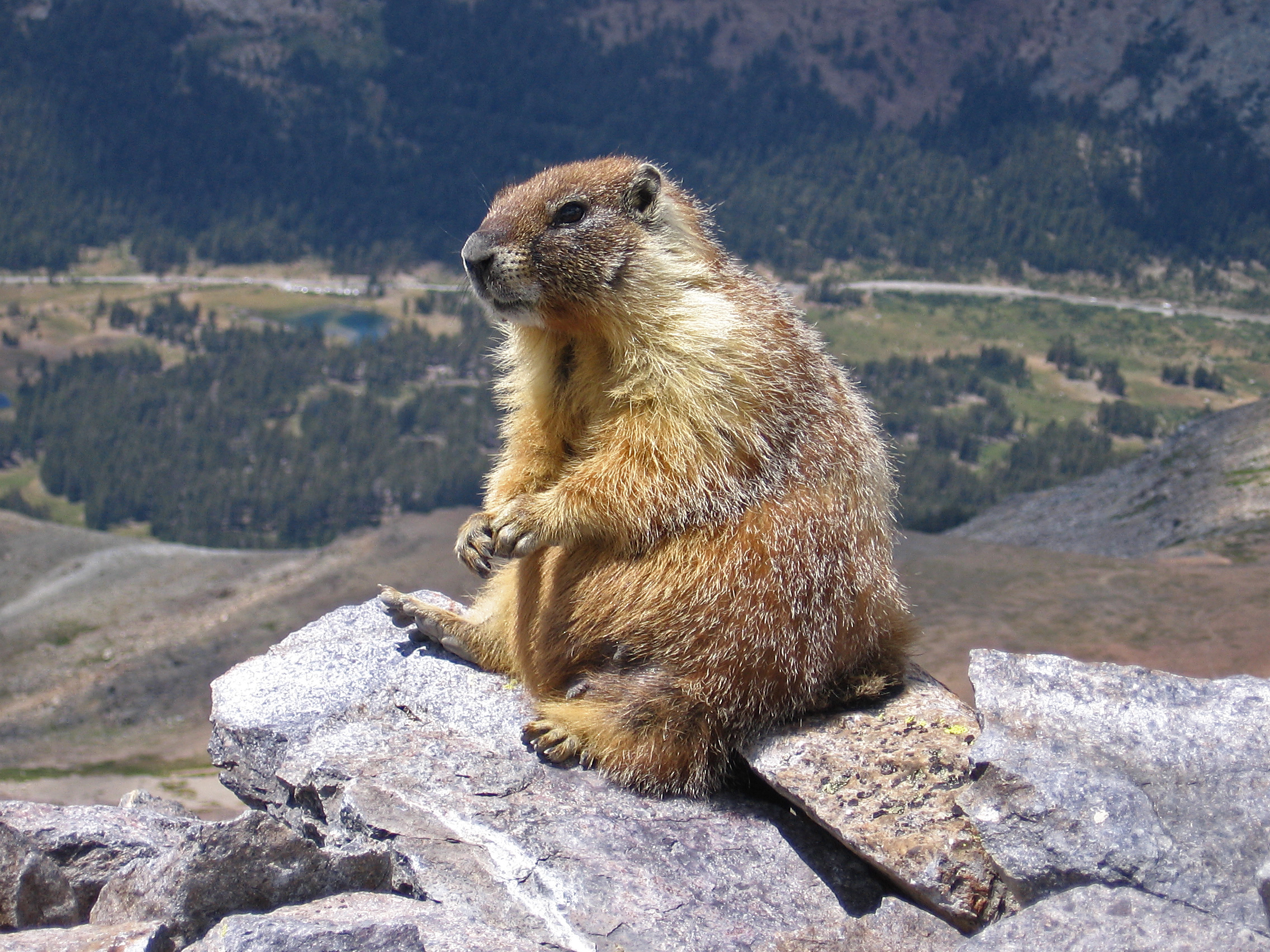
ヨセミテ国立公園ダナ山にて

体重は1.6-5.2キログラムだが、一般にオスはメスよりも大きい。
大人のオスは、3-5キログラム、メスは1.6-4キログラム。
被毛は茶色で、両目の間（額）に白い斑点がある。尾は赤みがかった茶色、腹部が黄色いことが名前の由来である。
耳は、小さく丸い。 白く短い鼻口部に黒い鼻を持つ。
秋になると冬眠に備えて体重を増やす。

## 生態
昼行性。 ステップや草地、ガレ場や開けた土地に生息し、時には落葉樹林または針葉樹林の端や、標高2,000メートル以上の場所に住むこともある。
縄張りの広さは、巣穴の周囲に約2-3ヘクタールで、巣穴は、捕食者に見つかりにくいように岩の下に掘る。
捕食者には、オオカミ、キツネ、コヨーテ、イヌ、ワシがいる。
捕食者を見つけると、ホイッスルのような音で鳴いて周囲の仲間に警告し、近くの岩の下に隠れる。

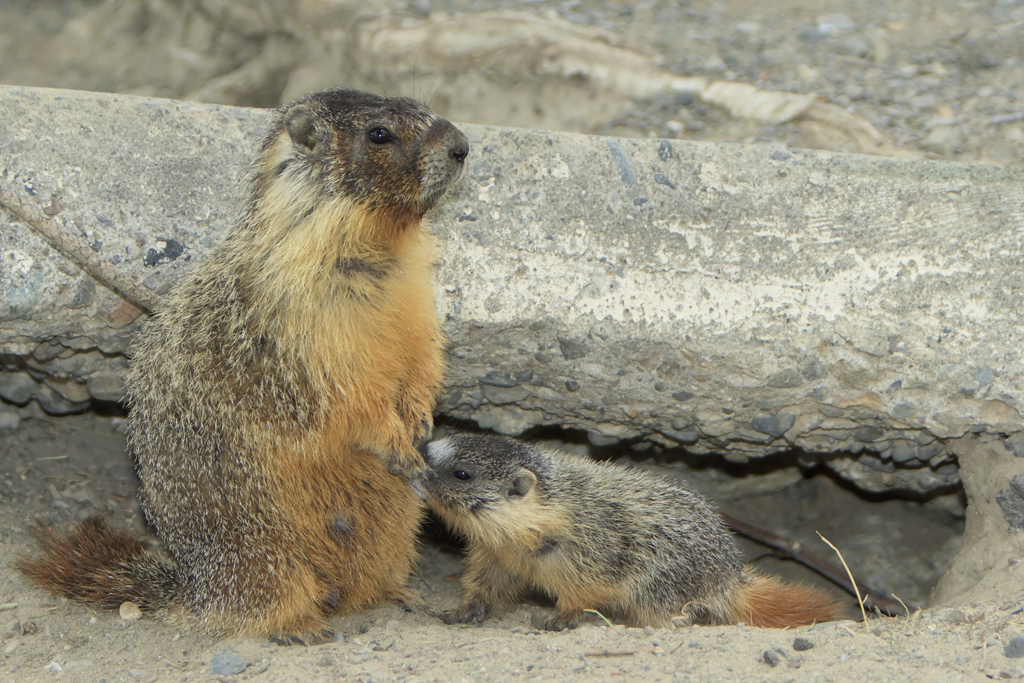
ブリティッシュコロンビア州カムループスにて、メスと子ども

2歳で性成熟し、15歳まで生きる。10-20頭からなるコロニーで生活する。それぞれのオスは、冬眠から目覚めるとすぐに巣穴を掘る。それからメスを探し始め、夏までに最大4頭のメスとつがいになって一緒に暮らす。平均3-5頭の子どもを産む。生後1年まで生き延びるのは、その内の約半数である。
オスが2-3頭のメスを同時に守る、一夫多妻制。 生まれた子どものうち、メスは生まれた巣穴の周囲に留まることが多く、オスは1歳になると生まれた巣穴を離れ、新しい縄張りでメスを守るようになる。
一生のおよそ80%を巣穴の中で過ごし、その内の60%は冬眠期間である。
夜間は巣穴で眠るほか、しばしば昼間も巣穴の中で過ごす。巣穴は、丘や山や崖のような斜面に作られる。冬眠用の巣穴は、深さ5-7メートルに達するが、通常の巣穴は、深さ1メートルしかない。冬眠の期間は標高によって異なり、9月から5月が典型的である。時折、木などの植物に登ることもあるが、通常は地上で生活する。
食性は雑食性で、イネ科の草、穀類、葉、花、マメ科植物、果実を食べ、昆虫を食べることもある。

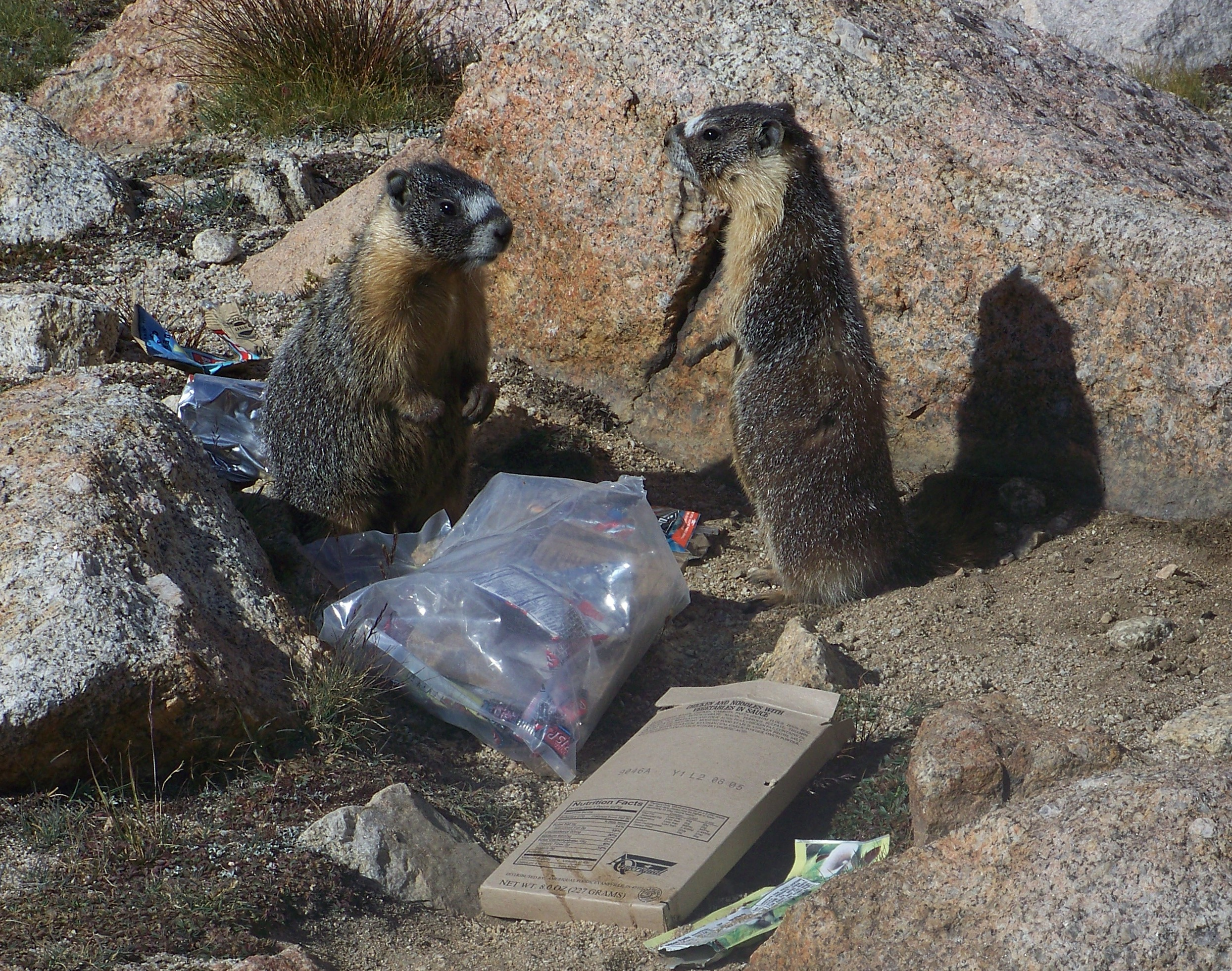
カリフォルニア州ホイットニー山近くのトレイルキャンプにて、バックパッカーが捨てたゴミを食べるマーモット